# Sint-Michielsbeweging
De Sint-Michielsbeweging werd opgericht in 1993 om jonge mensen vanuit de Rooms-Katholieke Kerk te begeleiden in hun geloofsgroei als christen. De beweging bestaat uit open gemeenschappen die worden gedragen door jonge mensen met oog op inzet voor mensen in nood, geloofsverdieping en evangelisatie in samenwerking met de territoriale pastoraal. Binnen de beweging wordt iedereen opgeroepen om zijn doopsel te beleven en waar te maken in de verschillende roepingen van het gezin, het godgewijde leven, het priesterschap.

## Geschiedenis
In 1991 maakte priester Noël Bonte uit Damme kennis met nieuwe katholieke bewegingen in Rome. In april 1993 kreeg hij samen met co-seminarist Geert Goethals toelating van de jezuïeten in Kortrijk om hun huis en kerk te gebruiken. De eerste viering vond plaats op 4 september 1993 in de Sint-Michielskerk. De volgende jaren werden regelmatig abdijweekends georganiseerd en trokken mensen van de beweging naar scholen en organisaties om te getuigen. In 2000 ontstond een werking in Waregem, in 2003 in Izegem, in 2008 in Brugge, in 2011 in Oosterzele en in 2013 in Gent. Na het overlijden van Bonte in 2016 werd Tine De Leeuw mede-coördinator. In 2017 werd ook in Leuven een gemeenschap gesticht. Sedert 2022 wordt de beweging geleid door Kris Vermael (Coördinator) en Lode Vandeputte (begeleidend priester)

### Kortrijk
In Kortrijk zijn de kernactiviteiten het jongerenpastoraal en de vriendschap met de mensen in nood. Er is elke dag mogelijkheid tot gebed, eucharistie, aanbidding en verzoening in de kerk. Er is een gemeenschapshuis voor jongvolwassenen, jongerenactiviteiten, verdiepingsmomenten, abdijweekends, zomerkamp … Het onthaalhuis Sint-Michiel Agapé (oorspronkelijke naam Emmanuel) ontvangt mensen in nood en staat hen bij met voedsel, kledij, een luisterend oor en administratieve ondersteuning.

### Waregem
In 2000 ontstond er een samenwerking tussen de zending in Kortrijk en de zusters van de apostolische Karmel te Waregem. In 2009 verlieten de zusters de Karmel maar bleef Sint-Michiel er actief. Nadien is de gemeenschap verhuisd naar de Sint-Jozefskerk van De Biest (Waregem) Toen deze Sint-Jozefskerk in 2021 aan de eredienst werd onttrokken, verhuisde de gemeenschap opnieuw naar de kapel van WZC De Karmel. Op zondag komt de gemeenschap samen om er de mis te vieren en elkaar te ontmoeten. 

### Izegem
In 2003 ging de zending in Izegem van start. Op vrijdag komt de gemeenschap samen voor het avondgebed. Er zijn verdiepingsmomenten in samenwerking met het decanaat.

### Brugge
Sinds 2008 organiseert de beweging in de Sint-Jakobskerk op woensdag studentenvieringen en op zaterdag jongerenvieringen. De jongeren organiseren ook de ontmoeting na de vieringen, verdiepingsmomenten, abdijweekends … Jongeren halen met een bakfiets voedseloverschotten op en er is de sociale winkel 'Potpourri', waar mensen in armoede terecht kunnen voor voeding en verzorgingsproducten.

### Oosterzele
De zending van Oosterzele is actief in de Sint-Gandulphuskerk, met een maal per maand een jongeren- en gezinsviering.

### Gent
In 2013 is aan het Groot Begijnhof Sint Elisabeth een Sint-Michielgemeenschapshuis ontstaan waar jongvolwassenen samenwonen en de jongerenpastoraal helpen dragen. Sinds een drietal jaar ondersteunen ze van hieruit ook sociaal-maatschappelijke projecten in Gent-centrum.

### Leuven
Op 29 september 2017 stichtten vijf jonge mensen een gemeenschap in het Leo XIII-seminarie met maandelijks Sint-Michielsavonden 'Croques ’n Christ'.